# HNLMS Van Nes (1930)
Pour les autres navires du même nom, voir HNLMS Van Nes.
Le HNLMS Van Nes (en néerlandais : Hr.Ms. Van Nes) était un destroyer de classe Admiralen construit pour la Marine royale néerlandaise à la fin des années 1920.

## Historique
Le Van Nes escorte le sous-marin K XIII à Surabaya pour y être réparé après une explosion de batterie dans le port de Singapour le 21 décembre 1941, où trois hommes ont été tués dans l'explosion. Ils atteignent Surabaya le 6 janvier 1942.
Le 17 février 1942, le Van Nes est coulé au sud de l'île de Bangka en escortant le navire de transport de troupes Sloet van Beele. Les deux navires sont coulés par des avions du porte-avions japonais Ryūjō. 68 hommes du Van Nes décèdent dans cette attaque et de nombreux survivants sont sauvés par des hydravions du Marine Luchtvaartdienst.